# Ceratopogon perpusillus
Ceratopogon perpusillus är en tvåvingeart som först beskrevs av Edwards 1921.  Ceratopogon perpusillus ingår i släktet Ceratopogon och familjen svidknott. Inga underarter finns listade i Catalogue of Life.